# Mina Fürst Holtmann
Mina Benedikte Fürst Holtmann (Oslo, 17 de julio de 1995) es una deportista noruega que compite en esquí alpino.
Participó en los Juegos Olímpicos de Pekín 2022, obteniendo una medalla de bronce en la prueba de equipo mixto. En la Copa del Mundo consiguió tres podios en total.

## Palmarés internacional
| Juegos Olímpicos | Juegos Olímpicos | Juegos Olímpicos  | Juegos Olímpicos |
| Año              | Lugar            | Medalla           | Prueba           |
| ---------------- | ---------------- | ----------------- | ---------------- |
| 2022             | Pekín (China)    | Medalla de bronce | Equipo mixto     |